# 老松白鶏図
『老松白鶏図』（ろうしょうはっけいず）は、伊藤若冲の日本画『動植綵絵』の全30幅中の1幅である。マツの老木の上にニワトリのつがいが立つ姿が描かれている。

## 背景
『動植綵絵』は江戸時代の日本画家・伊藤若冲の代表作のひとつである。若冲は両親、弟、自分自身の永代供養を願って『釈迦三尊像』と本画を製作し、1765年に相国寺に寄進した。その後は同寺のもとに伝わったが、同寺が廃仏毀釈の影響で貧窮したため、1889年（明治22年）に1万円の下賜金と引き換えに明治天皇へと献上された。その後は御物として皇室の管理化にあったが、1989年（平成元年）に日本国へ寄贈され皇居三の丸尚蔵館の所蔵となった。『動植綵絵』の題は若冲が自ら寄進状に記した名称であり、その名の通り30幅いずれもさまざまな動植物をモチーフとしている。『動植綵絵』の大きな特徴として独創的な色彩表現が挙げられる。技法自体は伝統的な絹絵の表現方法を踏襲しているものの、絵具の種類やその重ね方、裏彩色の活かし方を工夫することで独自の色彩表現として成立している。皇居三の丸尚蔵館学芸室主任研究官の太田彩は本作の製作にかかった10年を「若冲飛躍の10年であり、若冲画風確立の10年であった」と述べている。また、若冲の作品群の中でも特に高い評価を得ており、「『動植綵絵』は別格」などとも評される。本項では『動植綵絵』30幅のうち1幅『老松白鶏図』について詳述する。

## 内容

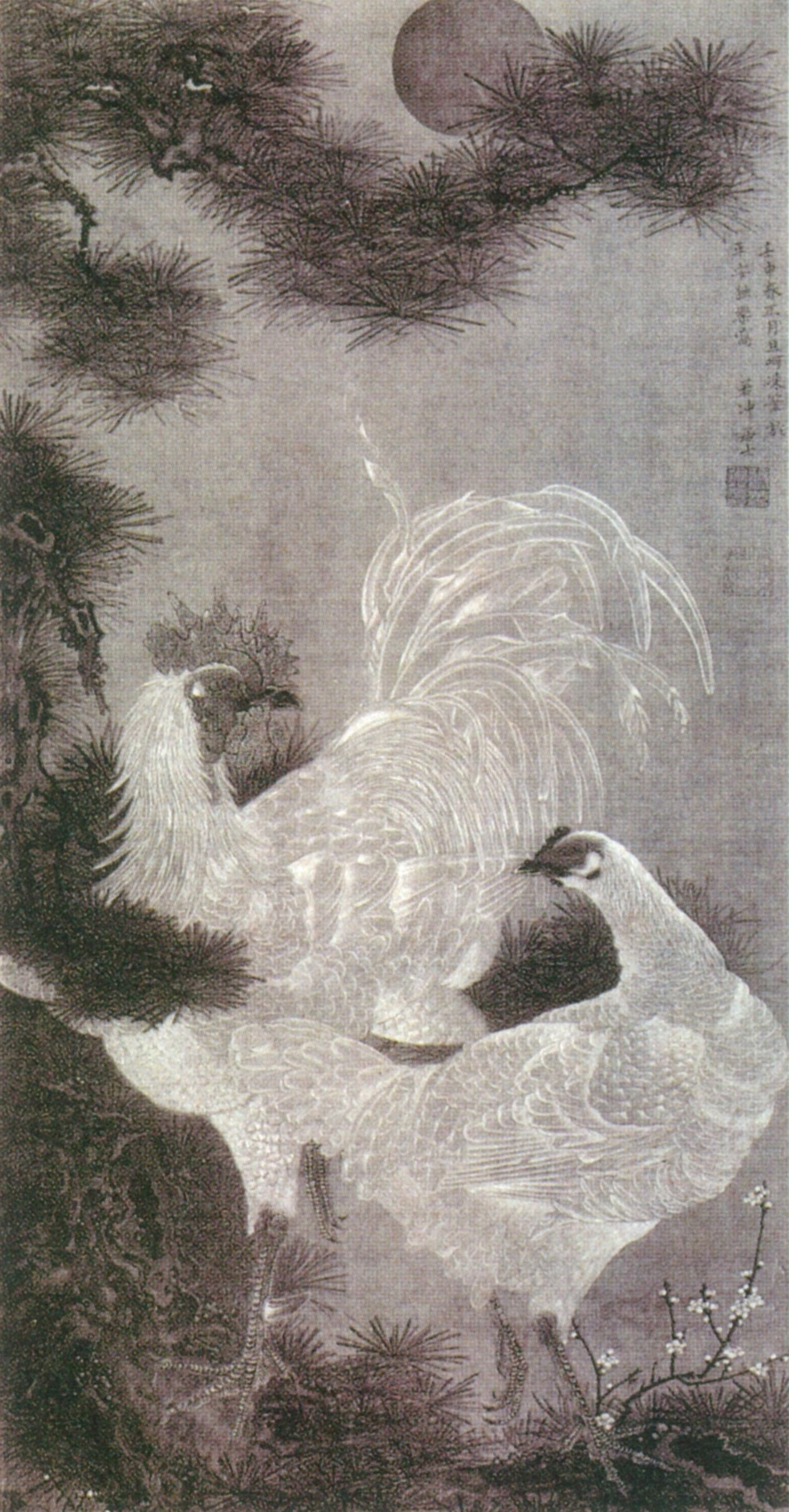
『松樹番鶏図』（1752年）

マツの老木の上にニワトリのつがいが立つ姿が描かれている。絹本著色。寸法は縦142.6センチメートル、横79.7センチメートルである。『藤景和画記』では「晴旭三唱」（せいきょくさんしょう）と題されている。本画はおもに赤、緑、白の対比によって成立している。画面全体を深緑色のマツの葉が埋め尽くしているが、これらは凹凸感のない表現が採用されており、一方でニワトリの白や赤は胡粉、辰砂といった粒子感のある顔料で色彩鮮やかに表現されている。この粒子感と鮮やかさによってニワトリが立体的に前面にせり出してくるかのように描かれており、深緑のマツが画面を埋め尽くしていても陰鬱とした印象にならないようバランスが取られている。
本画は1752年（宝暦2年）、若冲37歳時の作品『松樹番鶏図』の構図とほとんど同一であり、『松樹番鶏図』は明代の中国画の図様を真似たものとされている。若冲は自宅の庭にニワトリを放し飼いにして観察・写生を繰り返しており、彼が描くニワトリの姿態は初期に比べて動的な主張性が強くあらわれるようになっていく。本画も『松樹番鶏図』に比べて構図やモチーフの扱いが洗練されており、太田彩曰く画面全体に生命のエネルギーが充ち満ちている。本画と『松樹番鶏図』のような関係の作品は他にも『梅花皓月図』と『月梅図』の組み合わせがあり、狩野博幸は下絵のようなものが保存されていたのではないかと推測している。
純白の羽を持ったニワトリのつがいがマツの老木の上に立っている。羽の表面には胡粉が、裏彩色に胡粉と黄土が施されている。この胡粉と黄土による裏彩色は太田彩が「白羽の下に金泥」と形容する技法で、胡粉で描かれた白羽の下に黄土の裏彩色、肌裏紙の墨、絵絹の質感が合わさることで金色に輝いているかのような視覚的効果が得られる。辻惟雄は白羽の表現を「レースの衣装をまとったよう」と形容しており、白羽の精緻な表現は、粗放な印象のあるマツの描写との間に絶妙なバランスが生じている。なお、当時の日本にいた白いニワトリの多くは純白とはやや異なる趣を持つ劣性白色の個体で、本画のニワトリも劣性白色の個体を描写したものだと思われる。雄鶏のトサカの赤は辰砂によるもので、赤染料による点描も施されている。トサカの重なった部分と目の周囲の赤にも染料が用いられているほか、トサカには下線と思われる薄い墨線がみられる。黒目からは鉄が検出されるため黒漆を用いている可能性が高い。雄鶏の首をひねって右上を向くポーズは他にも『南天雄鶏図』や『向日葵雄鶏図』でもみられるものである。
マツの幹はC字型に大きく屈曲しており、画面全体を埋め尽くすように葉が描かれている。葉の深緑は染料と墨線によって表現されており、暗緑色の染料の上から墨を置いている。葉を緑青で表現する大和絵とは異なる手法である。マツの描写に裏彩色は用いられていない。
画面右上の太陽は辰砂によるものであり、トサカの赤と共に本画の印象を強くするものである。『動植綵絵』には旭日を描いた作品が本画と『老松白鳳図』の2画あるが、それぞれ異なった絵具で描かれており、絵具の使い分けになんらかの意図があった可能性がある。

## 落款
款記には「居士若冲作」とある。印は白文方印で「汝鈞」と、朱文方印で「藤氏景和」と捺されている。「汝鈞」は名、「景和」は字、「藤」は姓、「若冲居士」は号を意味する。